# Quinetògraf

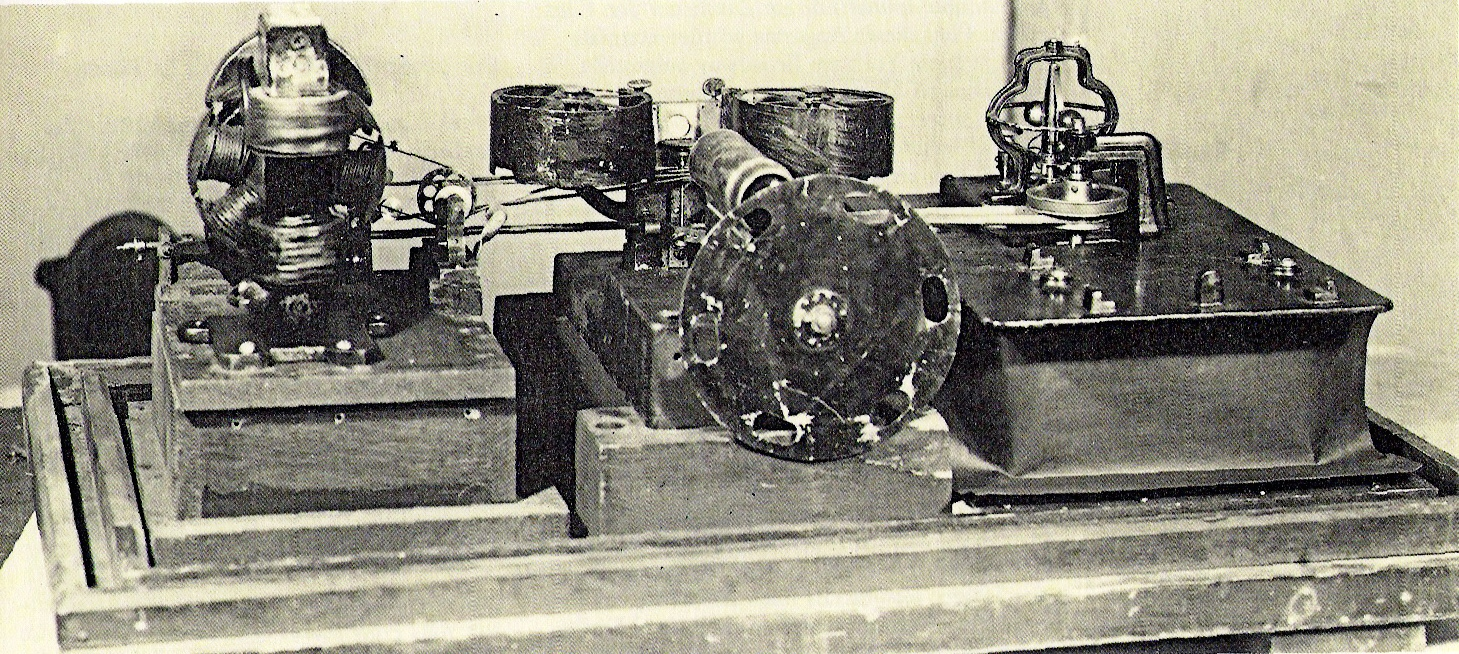
Quinetògraf amb desenvolupament horitzontal del film.

El quinetògraf (del grec κινέω: moure, agitar, i γράφω: escriure) és considerat el precedent de la càmera cinematogràfica i permetia enregistrar imatges en moviment. Va ser inventat, juntament amb el cinetoscopi, a principis de la dècada dels 90 del segle xix pels inventors Thomas Edison i W.K.L. Dickson, però tot i això, finalment el patentà Edison.

## Context històric
El segle xix és l'època del romanticisme, dels grans canvis demogràfics, de les revolucions liberals, fruit de la Revolució Francesa i d'un període marcat pels seus grans canvis que aniran obrint pas gradualment a la participació popular en l'àmbit polític i a la transformació de les monarquies absolutistes en monarquies parlamentàries.
Producte de la revolució industrial, Europa experimenta un creixement important de la població gràcies als nous avenços mèdics i higiènics. Es produeix una secularització de la societat i una separació de la vida pública amb la privada. Tot i el notable augment de població, la classe més baixa a les ciutats, els obrers, tenien en unes pèssimes condicions de treball. Al mateix temps que existeix una burgesia que s'enriqueix a mesura que s'implanta el sistema econòmic capitalista.
Els abusos i l'explotació desmesurada d'una classe treballadora sense drets ni paper polític, abocarà irremeiablement al sorgiment d'ideologies socialitzants i nous processos revolucionaris: socialisme utòpic, socialisme científic o marxisme i l'anarquisme.
El segle xix és el segle dels nacionalismes, amb els seus fenòmens més significatius de les unificacions italiana i alemanya en 1871, però també de situacions secessionistes en els grans imperis europeus, com l'Imperi Austrohongarès o l'Imperi turc, que ja havia iniciat ja la seva decadència. És el segle del predomini de l'Imperi britànic i del creixement de noves potències com l'Alemanya de Bismarck o els Estats Units d'Amèrica.
És també el segle del Colonialisme, i el consegüent repartiment d'Àfrica i de bona part d'Àsia entre les grans potència europees, és el segle de les rivalitats entre aquestes mateixes grans potències (Anglaterra, França, l'Imperi Austrohongarès, Rússia, l'Imperi turc o Alemanya) per motius colonials o per altres. Rivalitats que ja llavors tenen en comú el conflicte dels Balcans, origen de la Primera Guerra Mundial.
Però també, és l'època dels primers grans invents, és caracteritzat com el segle de la Ciutat de la Llum, de l'aparició de les teories de Darwin, del del fenomen urbà, el dels avenços de la medicina, de la psicoanàlisi, el segle del ferrocarril, entre d'altres.
Però sobretot, un dels esdeveniments més destacats d'aquest període és com la societat occidental dels últims anys anteriors a 1900 ja es pot considerar plenament contemporània.

## Història

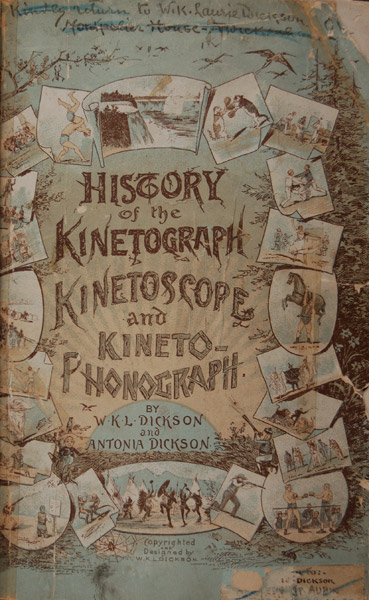
Il·lustració de la portada feta per William Kennedy Dickson per al llibre "Història del quinetògraf, cinetoscopi, i quinetofonògraf", 1895

### Precedents
La idea d'utilitzar imatges en moviment com a mètode d'entreteniment no era una cosa nova a la segona meitat del segle xix. Fins a la dècada de 1880, nombrosos científics i inventors de tot el món estaven treballant per desenvolupar un aparell que enregistrés el moviment. Fins aleshores, ja havien aparegut diversos aparells que havien estat utilitzats durant molts anys amb una finalitat lúdica i de lleure. La llanterna màgica utilitzava diapositives de vidre que després es projectaven i permetien contemplar imatges en moviment gràcies a l'ús de palanques i altres artefactes. Un altre mecanisme era el fenaquistiscopi, que consistia en un disc amb imatges en diverses fases del moviment que podia ser girat per observar una animació.
Tanmateix, també existia el Zoopraxiscopi, desenvolupat pel fotògraf Eadweard Muybridge el 1879, que projectava diverses imatges en les diferents fases del moviment. El problema amb el Zoopraxiscopi era que es requeria de l'ús de múltiples càmeres per poder enregistrar el moviment. Edison, en canvi, va aconseguir que un sol aparell enregistres imatges successives, captant així el moviment.

### Més enllà de la fotografia
A mitjans de la segona meitat del segle xix, la fotografia ja s'havia establert com una industria solida i consistent. Va ser a la dècada de 1880 quan Edison va tenir la idea de simular el moviment a través de la velocitat i la successió gradual d'imatges. A més, se li va ocorre la possibilitat d'afegir el fonògraf per tal de poder reproduir de manera sincronitzada imatge i so.
Fins al moment, les bases de la fotografia eren favorables per poder tirar endavant els experiments. Allò que fins ara havien aconseguit Niepce, Daguerre i altres companys de professió, havia estat provat i suplantat. Aquesta ciència es va veure enriquida amb l'aparició de la fotografia instantània, aconseguida per Richard Leach Maddox.
La idea de les imatges en moviment va ser suggerida a partir d'una joguina, el zoòtrop. El problema amb aquesta joguina, era que no mostrava imatges reals en moviment. Nombrosos fotògrafs com Muybridge, anteriorment esmentat, van aconseguir millors resultats. Tot i les millores, els sistemes desenvolupats fins aleshores tenien nombroses imperfeccions i, la limitació que tenien pel que fa a la velocitat, suposava un impediment per obtenir un resultat òptim.
Fins aquell moment, nombrosos experiments van tenir lloc a West Orange Laboratory, on després de sis anys d'investigació, Dickson va aconseguir els invents que "feien per l'ull allò que el fonògraf feia per l'orella".

### El quinetògraf: la primera càmera cinematogràfica
El quinetògraf va ser desenvolupat per l'ajudant d'Edison, W.K.L. Dickson, però va ser el popular inventor qui, l'octubre de 1888, finalment patentà l'invent i s'emportà l'autoria de l'invent. Aquest aparell permetia enregistrar imatges en moviment, però no donava l'opció de poder-les observar. Per aquest motiu, Thomas Alva Edison va crear el cinetoscopi, aparell que permetia observar aquelles imatges que el quinetògraf havia enregistrat.
Al 1891, però, el quinetògraf encara no estava perfeccionat. Segons Edison en una entrevista al New York Sun, l'invent encara s'havia de perfeccionar i va matisar que l'esfera comercial del quinetògraf encara no estava definida.
Al 1893, va tenir lloc l'Exposició universal de Chicago. Es va considerar aquest esdeveniment com l'oportunitat perfecte per al debut de l'aparell. Al gener del mateix any, es va crear Black Maria, el primer estudi d'Edison i on des van crear les primeres pel·lícules. Posteriorment, el 1894, es va presentar a París i a Londres l'invent. Tot i el seu gran èxit en un inici, el quinetògraf va perdre la popularitat quan poc després va aparèixer la càmera cinematogràfica dels germans Lumiere.
Tan el quinetògraf com el cinetoscopi, van consitituir les bases per a la creació d'aquestes càmeres que amb el temps han anat millorant i ben segur que continuaran evolucionant perquè la tecnologia sempre està en continu canvi i evolució.

## Funcionament
El quinetògraf es podria definir com la màquina encarregada de crear pel·lícula per al cinetoscopi. L'aparell feia servir pel·lícules de cel·luloide flexibles, creades a partir de nitrocel·lulosa i càmfora, a més dels tints i altres agents, introduïdes al mercat l'any 1889. Dickson i Edison van introduir un mecanisme intermitent a la càmera perquè així cada fotograma pararia abans de l'objectiu, amb temps suficient perquè l'obturador obrís i exposés la pel·lícula, i es van afegir perforacions a la cinta de pel·lícula. Aquestes perforacions van fer possible que una eina en forma de ganxo es pogués enganxar a la pel·lícula i treure-la del davant de l'objectiu, fotograma a fotograma, assegurant la sincronització de la cinta de pel·lícula i l'obturador. Van ser capaços d'imprimir 15,2 metres de pel·lícula, és a dir, 40 fotogrames per segon.
Aquesta tecnologia encara es fa servir en càmeres modernes.